# Ján Botto
Ján Botto (Vyšný Skálnik, 27 gennaio 1829 – Banská Bystrica, 28 aprile 1881) è stato un poeta slovacco.

## Biografia
Nacque da una famiglia di contadini e restò orfano di madre a tredici anni. Ricevette l'istruzione elementare alla scuola evangelica di Nižný Skálnik, una scuola di un'unica classe con un precettore non qualificato che provvedeva solo ai primi rudimenti dell'istruzione. Il giovane Ján non era attratto da questa scuola e la marinava volentieri. Grazie al suo talento scelse tuttavia di proseguire gli studi. Fu ospitato nella fattoria di suo fratello, di undici anni più vecchio di lui. Studiò alla scuola latina di Ožďany, una tipica scuola del tempo in cui si adottava un metodo di apprendimento meccanico e ripetitivo. Il 9 settembre 1843 si iscrisse al liceo evangelico di Levoča.
Dopo gli studi a Levoča, Botto scelse un'occupazione all'epoca poco comune, quella di ingegnere-geometra. Nel 1847 si iscrisse alla facoltà tecnica di Pest. Nelle circostanze della rivoluzione tradusse di getto la poesia Nemzeti dal e le diede il titolo Pochod ("La marcia"). La poesia ebbe un grande successo e circolò tracopiata a mano, per evitare il sequestro da parte della polizia. Il traduttore non si trovò, perché per tempo era tornato nel seno della sua famiglia, in vacanza dai suoi genitori. Durante le ferie del 1850 effettuò il tirocinio con il geometra Ladislav Horváth al catasto dei comuni di Ožďany e di Husiná. Durante questo tirocinio «pialla gli zoccoli di Jánošík», come scriverà più tardi nelle lettere a Pavol Dobšinský. Proseguì nel semestre estivo del 1851, superò rigorosi esami ed ottenne il titolo di studio legale.
Nel 1853 fu assunto con un regolare contratto dal geometra imprenditore František Filo per un lavoro nella regione di Turiec. Botto risiedette a Martin fino al termine del progetto nel 1854. Seguì un lungo periodo di disoccupazione, vissuto molto male da Botto, che nel 1855 "fugge" presso l'ingegner Bauer a Zvolen. Visse in questa città dal mese di luglio e dal 1º agosto 1856 fu impiegato presso Ján Lupták fino al 1858. Botto avrebbe voluto ottenere un impiego presso l'amministrazione delle cave, boschi e patrimonio di Banská Štiavnica, ma non ci riuscì. Tornò a vivere a Martin fino al 1860. All'inizio dello stesso anno a Banská Bystrica ottenne un lavoro indipendente commissionato dai catasti e dai municipi di Počúvadlo, Dekýš, Vysoká, Banský Studenec, Žakýl e Teplá nei dintorni di Banská Štiavnica. Dal 1º maggio visse in città e incontrò il suo amico di lunga data a compagno di studi a Levoča, Pavol Dobšinský, che era professore al liceo cittadino. I due ferventi membri dell'associazione Jednota mládeže slovenskej di Levoča, si incontrarono di nuovo dopo anni di cordiale corrispondenza. Pavol Dobšinský iniziò a pubblicare il giornale Sokol, ma dopo due anni scolastici Dobšinský lasciò la città per una povera parrocchia.
Botto il 10 luglio 1861 inviò Smrť Jánošíkovu ("La morte di Jánošík") fresco di stampa a Jozef Karol Viktorin per la seconda annata dell'almanacco Lipa, in cui nel 1862 la poesia fu pubblicata per la prima volta. Alla fine del 1868 Botto ottenne dall'amministrazione pubblica di Banská Bystrica un importante lavoro nell'alta valle dello Hron e verso la fine del 1870 si ritirò a Banská Štiavnica. Un anno prima della morte il poeta raccolse quasi tutta la sua opera in Spevy ("Canti"), in cui presentò una nuova versione di Smrť Jánošíkova.

## Attività culturale e letteraria
Ján Botto è annoverato accanto a Samo Chalupka, Andrej Sládkovič e Janko Kráľ fra i poeti più celebri del romanticismo slovacco. Fu il poeta più giovane della cerchia di Ľudovít Štúr e l'unico di loro a non aver studiato a Presburgo, l'odierna Bratislava, dove gli altri membri del gruppo si erano riuniti attorno alla cattedra di lingua e letteratura cecoslovacche del professor Juraj Palkovič. Fu a Levoča che incontrò le idee della gioventù di Presburgo, sotto la guida di Ján Francisci-Rimavský. In tutta la sua vita profuse sforzi per la Patria e la cultura della Slovacchia. Fu un attivista della Matica slovenská. Con la sottoscrizione di duecento Gulden fu tra i fondatori e benefattori del liceo slovacco di Revúca.
Attinge alla poesia popolare, ai suoi soggetti, raffigurazioni e simboli. Proietta un quadro della Slovacchia del suo tempo in un mondo allegorico di leggende, e con i suoi soggetti fiabeschi fornisce un sottofondo ai temi patriottici. Attraverso la figura dell'eroe popolare affronta i problemi e le situazioni della vita nazionale del suo tempo, rende attuali le tradizioni popolari e ne estrae valori morali accettati anche nella sua epoca. Dalla tradizione popolare sfrutta anche soggetti per le sue ballate, che non attualizza, rispettando invece i canoni di questo genere letterario. Si ispira anche alla poesia popolare slovacca, che adatta liberamente. Ottiene il successo più ampio con la poesia Smrť Jánošikova.
Si rivolge anche alle questioni sociali del suo tempo. Scrive poesie patriottiche e d'occasione, in cui reagisce alla situazione politica del tempo. In esse rende omaggio anche ad importanti personalità della cultura, come Ján Kollár e Andrej Sládkovič. Oltre alla propria poesia e alla raccolta di racconti popolari è anche traduttore di poesie dalle altre lingue slave e dall'ungherese.

## Opere

### Poesie allegoriche
- 1846 - Svetský víťaz ("Il vincitore mondiale")
- 1846 - Povesti slovenské  ("Leggende slovacche")
- 1846 - Báj na Dunaji ("Leggenda lungo il Danubio")
- 1847 - K mladosti ("Alla gioventù")
- Poklad Tatier ("Veduta dei Tatra")
- Obraz Slovenska ("Quadro della Slovacchia")

### Ballate
- Dva hroby ("Due tombe")
- Z vysokých javorov lístočky padajú ("Dagli alti aceri cadono foglioline")
- Tajný šuhaj ("Giovincello segreto")
- Práčka na Rimave ("Il bucato nella Rimava")
- Rimavín
- Žltá ľalia ("Il giglio giallo")
- Ctibor
- Margita a Besná
- Lucijný stolček ("La seggiola di Lucia")

### Poesie patriottiche e d'occasione
- Vojenské piesne ("Canzoni militari")
- Duma nad Dunajom ("Meditazione sul Danubio")
- K holubici ("Alla colomba")
- Ohlas na „Hlas z Martina“, 6. lipeň ("Appello sulla "Voce di Martin", 6 giugno")
- 1861 - Ku dňu 6. júna ("Al 6 giugno") (in riferimento al Memorandum della nazione slovacca)
- 4. august 1863 ("4 agosto 1863") (in riferimento alla fondazione della Matica slovenská)
- Nad mohylou J. Kollára ("Sulla tomba di Ján Kollár")
- Dumka na blahú pamäť Sládkovičovu ("Meditazione sulla memoria benedetta di Sládkovič")
- Nad hrobom Sládkovičovým pri sadení lipy ("Sulla tomba di Sládkovič presso la pianta di tiglio")
- K hodom Slávy ("Alla festa della Gloria")
- 12. január 1870 ("12 gennaio 1870")
- Vrahom ("Agli assassini")
- Pochod ("La marcia")

### Composizioni
- 1846 - Pieseň Jánošíkova ("Canzone di Jánošík")
- 1858 - Krížne cesty ("Strade incrociate")
- 1862 - Smrť Jánošíkova ("La morte di Jánošík"), per cui nel 1948 Andrej Očenáš scrisse musiche di scena
- O Alžbete Báthoryčke ("Elisabetta Báthory"), rimasto manoscritto

### Racconti popolari
- 1846 - Báj na Dunaji ("Leggenda lungo il Danubio")
- Báj Maginhradu ("Leggenda di Maginhrad")
- Báj Turca ("Leggenda del Turco")
- Povesť bez konca ("Racconto senza fine")

### Altro
- 1880 - Spevy Jána Bottu ("Canti di Ján Botto"), raccolta delle sue poesie
- Ohlas ukrajinskej dumky ("Appello al consesso ucraino")
- Krakoviaky ("I Cracoviani")
- Pochod juhoslovanský ("La marcia jugoslava")
- Ohlas srbskej piesne ("Appello della canzone serba")
- Čachtická pani ("La signora di Čachtice")